# П’ятницький Микола Костянтинович
Мико́ла Костянти́нович П’ятни́цький (*1871 — †1925?) — український фахівець у галузі будівництва, інженер, співавтор проєктів Одеського і Київського фунікулерів. Один з піонерів застосування залізобетонних конструкцій та співавтор першого у світі маяка залізобетонної конструкції.

## Біографія
Народився у 1871 році у Одесі у сім’ї директора Другої одеської гімназії, дійсного статського радника, дворянина Костянтина Андрійовича П’ятницького.
У 1895 році закінчив Санкт-Петербурзькому інститут інженерів шляхів сполучення. Цього ж року подав до Одеської міської управи прохання надати йому дозвіл на спорудження та експлуатацію линвового підйомника (фунікулера) з Приморської вулиці на Миколаївський бульвар. Місцеву владу пропозиція зацікавила і вона оголосила конкурс через одеські й санкт-петербурзькі газети. Відгукнулася лише одна паризька фірма, яка надала ескізний проєкт, що був ніяк не прив’язаний до місцевості. Врешті, перевагу надали «підйомній машині» П’ятницького. За умови, що усі будівельні роботи будуть виконуватися під керівництвом більш досвідченого інженера В.Я. Раковського.
Впродовж 1900—1902 років інженери спланували схил під трасу майбутнього фунікулера. Уклали одноколійний рейковий шлях завдовжки близько 100 метрів з роз'їздом посередині та перехідним містком над ним. Побудували дерев'яний ажурний павільйон на бульварі, кам'яну будівлю з касою, пероном і конторою на Приморській вулиці, а поряд — невелику електростанцію. Зібрали і закріпили на тросах два привезених з Парижу вагончики на 35 пасажирів кожен. Встановили близько 300 ламп і дугових ліхтарів для освітлення дороги. Вікрили линвовий фунікулер — у червні 1902 року.

### Київський фунікулер
У 1902 році Київська міська управа ухвалила остаточне рішення про будівництво фунікулера і у Києві (з Подолу до Володимирської вулиці). Почалися підготовчі роботи на місцевості під майбутній місцевий підйомник. Авторами проєкту «Михайлівського електричного канатного підйому» стали, крім П’ятницького, ще двоє випускників Інституту інженерів шляхів сполучення: інженер Артур Абрагамсон та архітектор-будівельник Олександр Баришников, з яким П’ятницький товаришував ще у студентські роки. Абрагамсону належать ідея й загальна розробка фунікулера, П’ятницькому — розробка обладнання та шляхових конструкцій, а Баришникову — проєктування станційних павільйонів.
26 квітня 1905 року комісія з представників губернського правління, міського управління й поштово-телеграфного округу офіційно оглянула, в присутності будівничих підйому (Абрагамсона та П’ятницького) і правління трамвайного товариства, всі споруди фунікулера. Віадук, сам шлях, вагони, гальма та інше випробовували під максимальним навантаженням. Результати — задовольнили комісію. 7 травня всю конструкцію підйому прийняла комісія з міських інженерів і гласних. Після чого Агапіт (єпископ Уманський) з причтом Михайлівського монастиря відслужив у приміщенні верхньої станції молебень. При цьому були присутні командувач військ Київського військового округу, генерал-лейтенант Володимир Сухомлинов, Київський міський голова Василь Проценко, гласні думи, правління товариства міської залізниці, представники інженерного відомства та запрошені гості. Після відправи на терасі, всередині підйому відбулось урочисте частування. А вже наступного дня, 8 травня, фунікулер, завдовжки 200 м, відкрили для всіх бажаючих. Він з’єднав верхню терасу Володимирської гірки (верхня станція) та вулицю Боричів Тік, хоча початково дорогу планували провести до Поштового майдану. Втім, тодішній власник земельної ділянки від Боричевого Току до Поштового майдану встановив за неї ціну, непосильну для міста.

### Маяк поблизу Миколаєва
У цей час П’ятницький і Баришников захопилися новою технологією — використанням залізобетону конструкційним матеріалом. У 1903 році у Санкт-Петербурзі опублікували спільну наукову працю — «Проєкт залізобетонного маяка, заввишки 17 сажнів. Розрахунок конструкції, креслення, проведення робіт». Маяк збудували у 1904 році в районі Ожарської коси Бузького лиману, поблизу Миколаєва — у вигляді 39-метрової труби на залізобетонному фундаменті. Це був перший у світі маяк залізобетонної конструкції. Міцність маяка викликала великі сумніви у багатьох спеціалістів. Про це писали навіть у зарубіжних технічних виданнях. Однак час підтвердив правильність інженерних розрахунків П’ятницького і Баришникова. Ожарській маяк успішно експлуатували 40 років. Він був зруйнований лише під час німецько-радянської війни.

### Останні роки
За проєктом П’ятницького реконструювали (з розширенням території) Херсонський порт. Зокрема, збудували пакгауз, естакаду і міст через річку Кошову.
Про останні роки життя відомо мало.
З 1920 по 1924 рік — працював у Миколаївському морському торговельному порту, де займався технічною організацією робіт. У 1924 році — виконував обов’язки начальника порту.
Дата і місце смерті — невідомі.

## Вшанування пам'яті

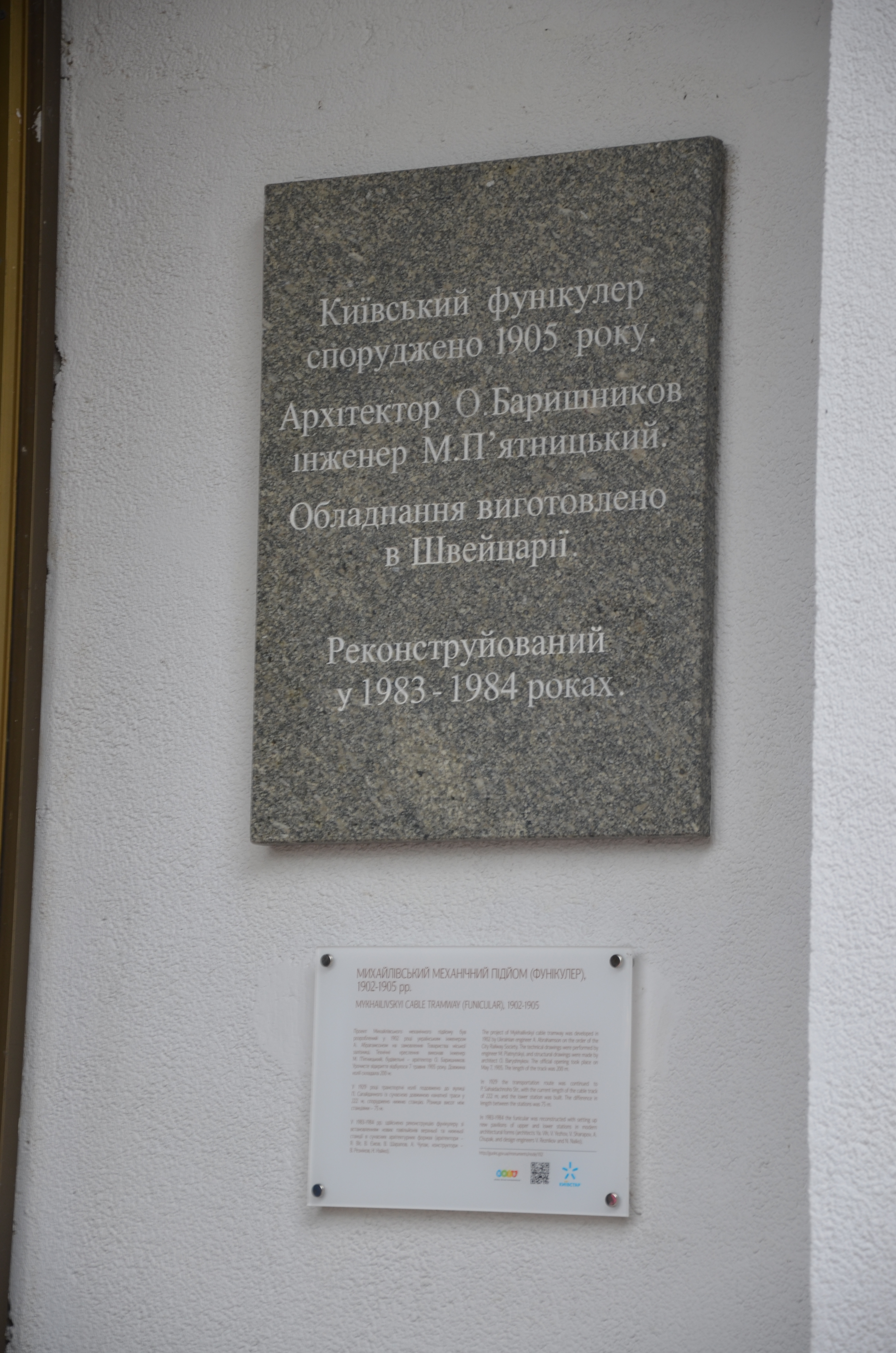
Мармурова табличка на фасаді верхньої станції Київського фунікулера
2016

- У 2012 році на фасаді верхньої станції Київського фунікулера закріпили мармурову дошку з інформацією про спорудження фунікулера. П’ятницький згадується як інженер проєкту[1].